# Corangamite
Corangamite är en kommun i Australien. Den ligger i delstaten Victoria, omkring 160 kilometer väster om delstatshuvudstaden Melbourne. Antalet invånare var 16 051 vid folkräkningen 2016.
Följande samhällen finns i Corangamite:
- Camperdown
- Cobden
- Port Campbell
- Derrinallum

Trakten runt Corangamite består till största delen av jordbruksmark. Runt Corangamite är det mycket glesbefolkat, med 4 invånare per kvadratkilometer. Genomsnittlig årsnederbörd är 1 165 millimeter. Den regnigaste månaden är juni, med i genomsnitt 167 mm nederbörd, och den torraste är februari, med 32 mm nederbörd.